# Tarcza hamulcowa
Tarcza hamulcowa – główna  część hamulca tarczowego. Tarcze hamulcowe w samochodach osobowych i ciężarowych najczęściej wykonane są z żeliwa. Fakt ten wpływa na dobrą niezmienność wymiarową tarcz w dużym zakresie temperatur.
Nowoczesnym rozwiązaniem są tarcze hamulcowe ceramiczne z węglików krzemu wypełnione włóknem węglowym.
Tarcze hamulcowe dla zapewnienia lepszego chłodzenia mogą posiadać otwory wentylacyjne na obwodzie - takie tarcze nazywamy wentylowanymi, bądź w osiach równoległych do osi obrotu - takie tarcze nazywamy perforowanymi. W tym drugim przypadku głównym zadaniem otworów jest odprowadzanie gazów powstających przy hamowaniu i w związku z tym polepszanie docisku okładzin ciernych do tarczy. 
Tarcze hamulcowe powinny być starannie dobierane do modelu samochodu oraz jego wersji. Modele o bardziej sportowym charakterze i mocniejszych silnikach posiadają bardziej rozbudowane i wydajne układy hamulcowe przez co wymagania względem tarcz hamulcowych są znacznie większe. Wybierając odpowiednie tarcze do samochodu należy zwrócić uwagę na zalecenia producenta odnośnie do ich wymiarów, sposobu wentylowania czy materiału z jakiego zostały wykonane. 

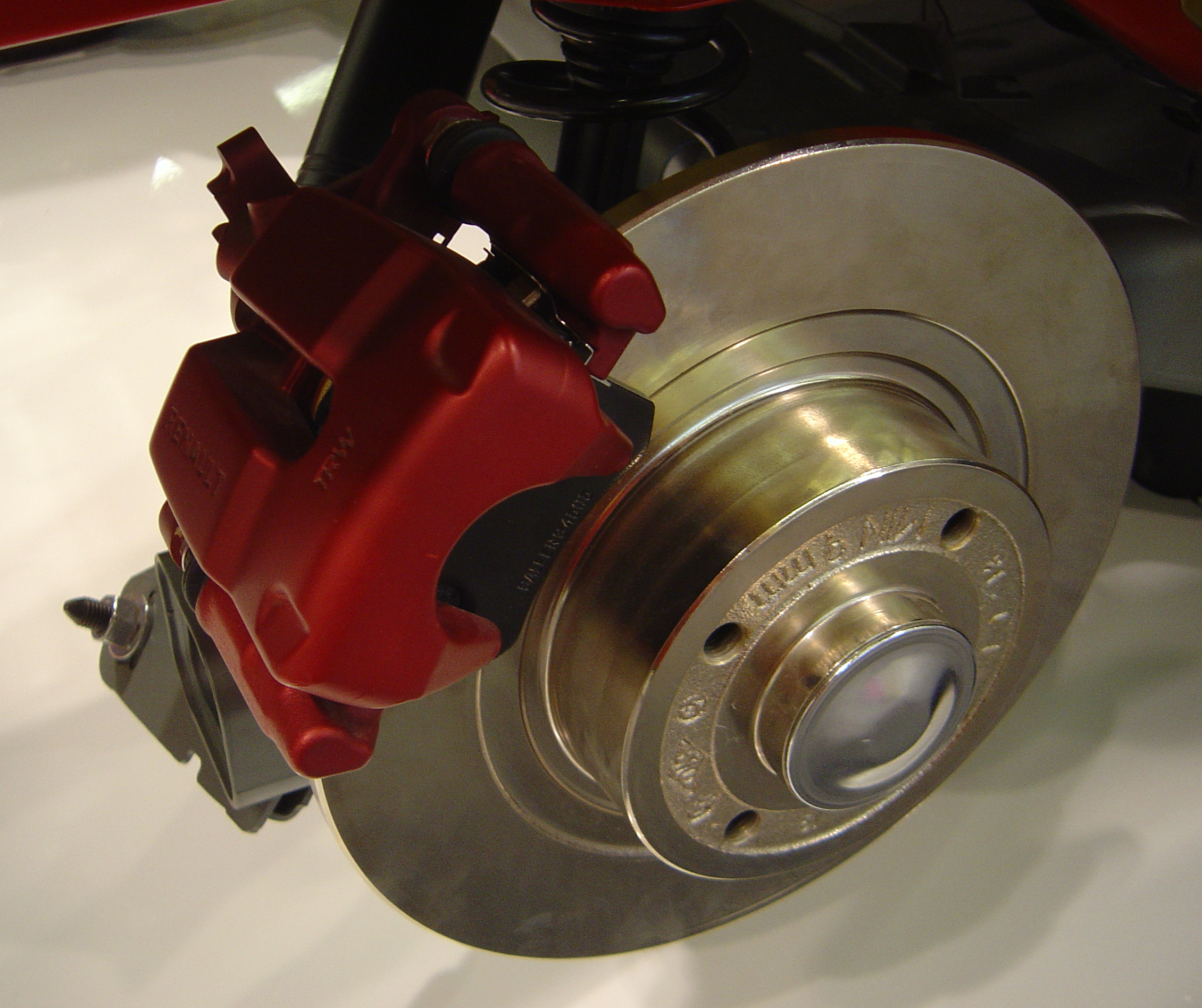
Samochodowa tarcza hamulcowa
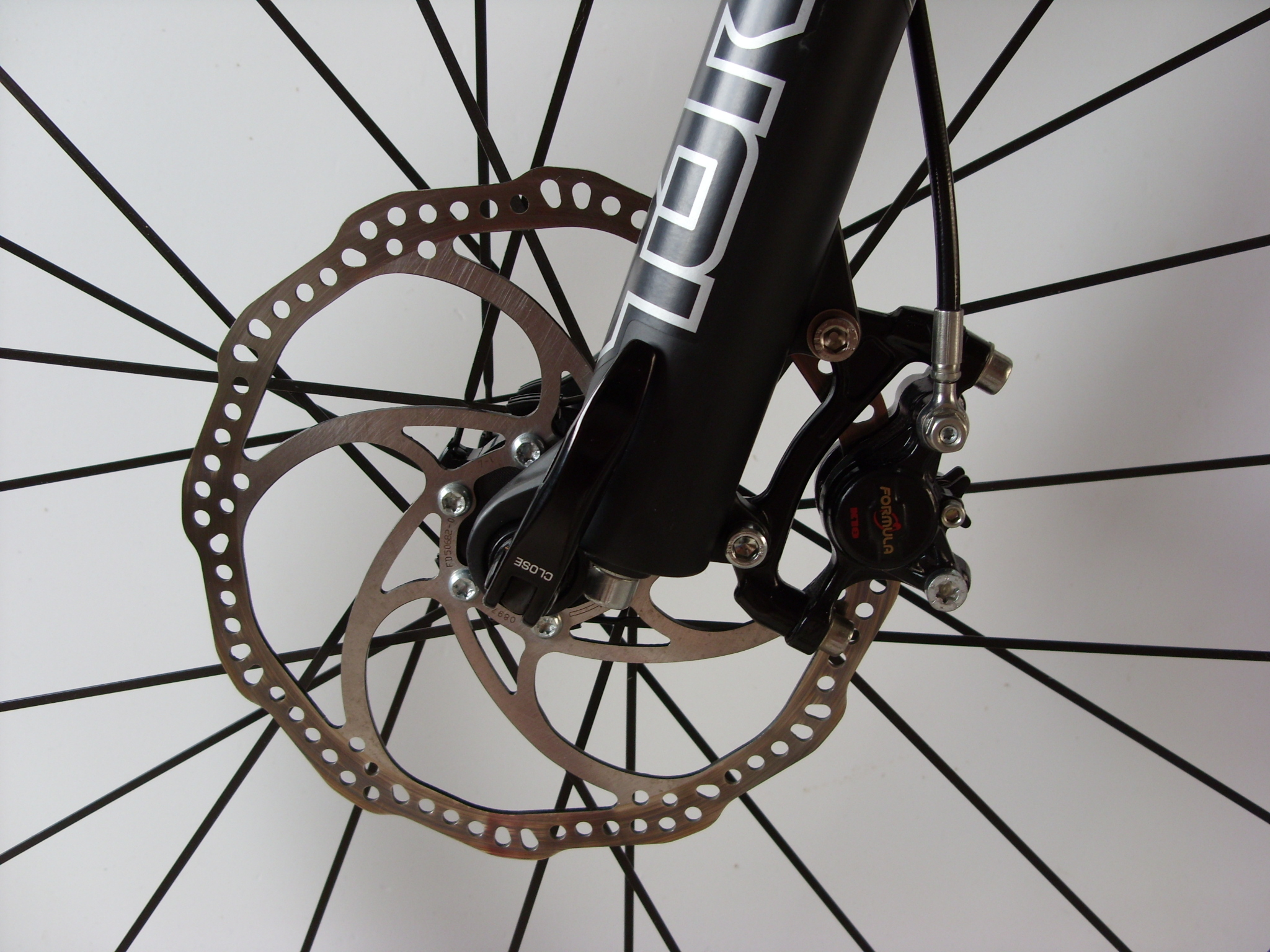
Tarcza hamulcowa roweru górskiego
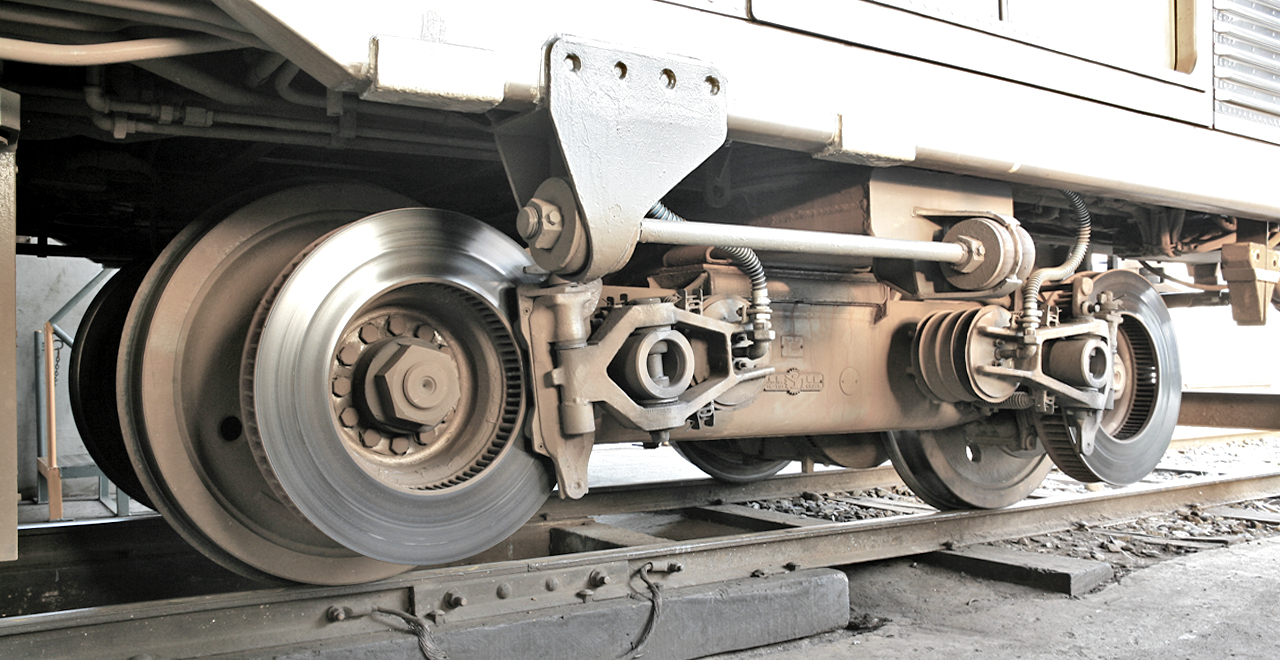
Tarcza hamulcowa w pociągu